# Сиани, Себастьен
Себастьен Сиани (фр. Sébastien Siani; род. 21 декабря 1986, Дакар) — камерунский футболист, полузащитник.

## Клубная карьера
Во взрослом футболе дебютировал в 2004 году за команду «Юнион Дуала», в которой провел один сезон.
Своей игрой за эту команду привлек внимание представителей тренерского штаба клуба «Андерлехт», в состав которого присоединился в 2005 году. Сыграл за команду из одноименного города следующий сезон своей игровой карьеры.
Впоследствии с 2006 по 2008 год играл в составе команд «Зюлте-Варегем» и «Рояль Юнион».
В 2008 году заключил контракт с клубом «Сент-Трюйден», в составе которого провел следующие два года своей карьеры. Большинство времени, проведенного в составе «Сент-Трюйден», был основным игроком команды.
С 2010 года три сезона защищал цвета команды клуба «Брюссель». В новом клубе также зачастую выходил на поле в основном составе команды.
В состав клуба «Остенде» присоединился в 2013 году.
11 июля 2018 года «Аль-Джазира» подписала контракт с Сиани на сезон.

## Международная карьера
10 октября 2015 году дебютировал за национальную сборную Камеруна в товарищеском матче против сборной Нигерии.
В составе сборной был участником Кубка африканских наций 2017 в Габоне.

### Голы за сборную
| Гол | Дата           | Место                             | Соперник     | Счёт | Результат | Турнир                                       |
| --- | -------------- | --------------------------------- | ------------ | ---- | --------- | -------------------------------------------- |
| 1.  | 26 марта 2016  | Лимбе, Лимбе, Камерун             | ЮАР          | 1–1  | 2–2       | Квалификация на Кубок африканских наций 2017 |
| 2.  | 18 января 2017 | Стад д'Ангондже, Либревиль, Габон | Гвинея-Бисау | 2–1  | 2–1       | КАН 2017                                     |